# Spirillaceae
Spirillaceae — сімейство ряду Nitrosomonadales, класу Betaproteobacteria бактерій.
У цій родині описаний лише один рід — Spirillum.